# Kranjska Gora
Kranjska Gora (tyska: Kronau, italienska: Monte Cragnisca) är en stad och kommun i västra Slovenien. Staden har cirka 5 500 invånare och är en populär vintersportort. Om vintrarna arrangeras alpina världscupdeltävlingar i alpin skidåkning på orten. I Planica, tre kilometer från Kranjska Gora, finns en av världens största hoppbackar. Under stor del av året är bergsklättring mycket populärt. I närliggande byn Mojstrana finns det ett alpint museum.

## Internationella relationer

### Vänorter
- Santa Marinella,  Italien
- Waasmunster,  Belgien

## Bilder

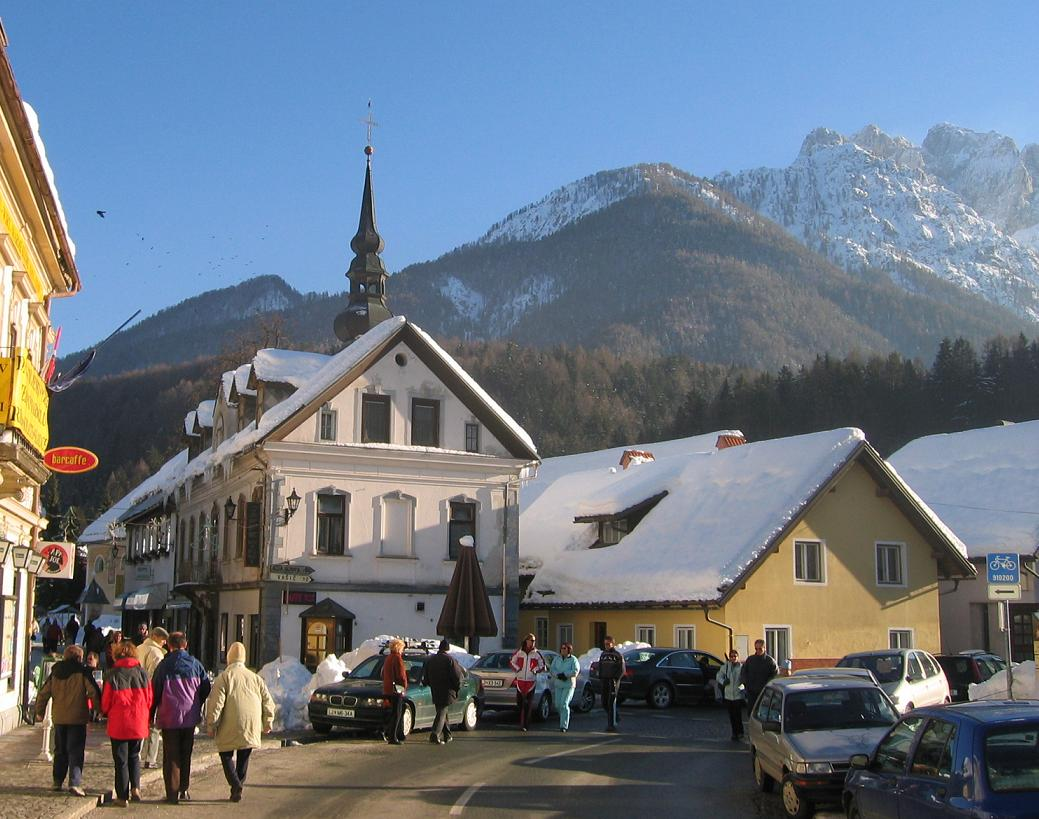
Kranjska Goras innerstad.
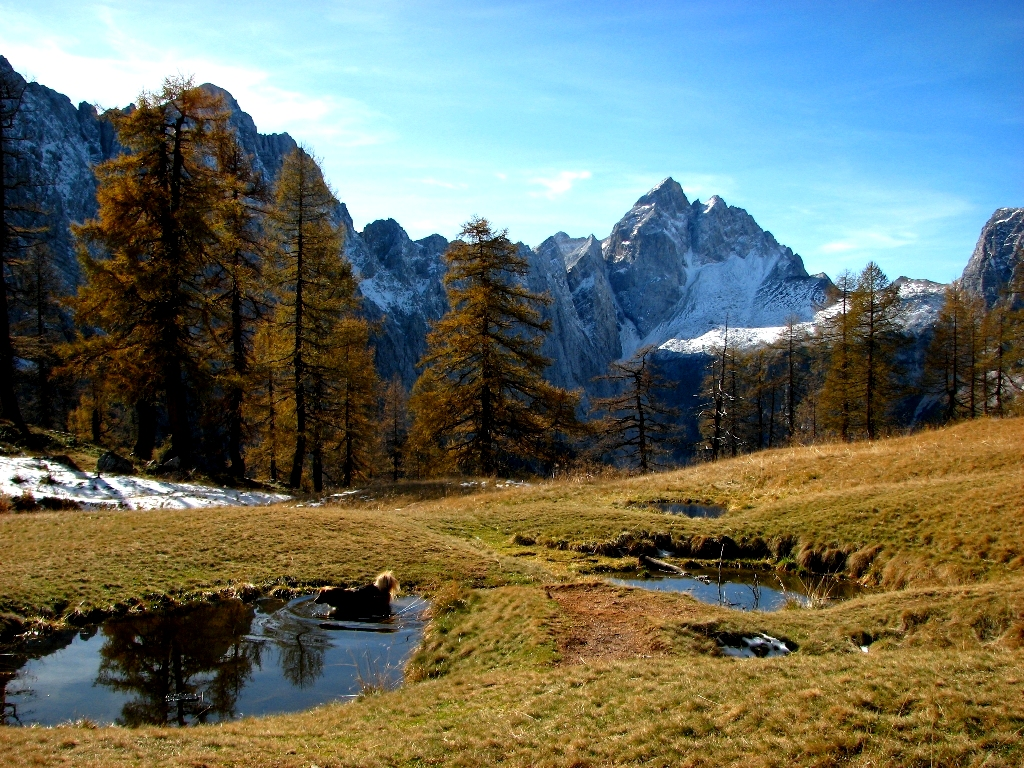
Berget Jalovec.